# Predikostenen
Predikostenen (finska: Saarnakivi) är ett flyttblock som ligger i Pyhäranta i före detta Mietois kommun i Virmo i Finland.
Enligt lokal tradition ska Pyhäranta ha varit landstigningsplatsen för Finlands första korståg år 1155, och biskop Henrik ska ha hållit sin första predikan vid stenen. Vid stenen, som ligger vid en enskild väg, finns en minnesplatta som avtäcktes år 2005.
Via Mietois predikosten går en cirka 15 kilometer lång pilgrimsled, Helige Henriks strandväg, som leder från biskop Henriks landstigningsplats till Virmo kyrka. Sedan år 2005 har den varit en del av pilgrimsleden S:t Henriksleden.